# Nick Gillingham
Nicholas "Nick" Gillingham, född 22 januari 1967 i Walsall, är en brittisk före detta simmare.
Gillingham blev olympisk silvermedaljör på 200 meter bröstsim vid sommarspelen 1988 i Seoul.